# ويلهلم فريدريك إرنيست باخ
ويلهلم فريدريك إرنيست باخ (بالألمانية: Wilhelm Friedrich Ernst Bach)‏ (و. 1759 – 1845 م) هو ملحن، وعازف بيانو من مملكة بروسيا، ولد في بيوكهبورغ، يستخدم آلات هاربسكورد، توفي في برلين، عن عمر يناهز 86 عاماً.

## روابط خارجية
- ويلهلم فريدريك إرنيست باخ على موقع ميوزك برينز (الإنجليزية)
- ويلهلم فريدريك إرنيست باخ على موقع ديسكوغز (الإنجليزية)